# Hana-Kimi
Hana-Kimi, nome completo Hanazakari no kimitachi e (Japonês: 花ざかりの君たちへ Para vocês na flor da idade) é um famoso mangá shojo criado pela mangaka Hisaya Nakajo. Tem um total de 23 volumes e foi publicado na revista Hana to Yume da editora  Hakusensha. Não tem  uma versão animada, mas possui uma J-Dorama. 
É a história de uma colegial japonesa chamada Mizuki Ashiya, que mora nos EUA. Ao ver o estudante japonês Sano Izumi praticando salto em altura na televisão ela acaba achando aquilo lindo e quando Sano se machuca e para de competir ela acha que foi sua culpa e vai para o Japão estudar na mesma escola que ele para que ela possa convence-lo a voltar a praticar salto em altura, o único problema é que a escola é exclusiva para homens. Mizuki então muda seu jeito de falar, corta o cabelo e vai para o Japão onde se torna colega de quarto de Sano e então a história começa. Dezenas de personagens interessantes, destaque para Nakatsu, que come muito, é bom esportista e gosta da Mizuki antes de descobrir se tratar de uma mulher, isso faz com que fique desesperado achando que é gay. Uma história interessante e bem divertida, com direito a comentários da autora, Hisaya Nakajo.